# Церковь Святого Креста (Дзорадир)
Церковь Святого Креста (арм. Սուրբ Էջմիածին եկեղեցի (Ձորադիր); также известный как англ. Saint Edchmiadzin at Sorader, церковь Святого Эчмиадзина в Сорадере, монастырь Святого Креста Ахпага) — армянская церковь, основанная в IX веке, расположенная на высоте 2400 м в высокогорной долине Медзн Зав на окраине села Дзорадир (или Сорадер; совр. Янал) района Башкале провинции Ван Турции.

## История
Церковь была основана в IX веке. Но в некоторых источниках встречаются также даты основания VI и VII века.
Церковь Святого Креста была построена на родине царской династии Ардзрунидов и являлась местом захоронения их представителей. Она была построена по совершенно оригинальному архитектурному стилю, который вскоре послужит образцом для знаменитого монастыря Ахтамара.
Церковь одновременно являлся и монастырём. Имела хозяйственные постройки. Однако здесь не было скриптория. По крайней мере, не известно были ли там переписаны какие-либо рукописи. До XX века это было главное место паломничества, которое также посещали армянские жители северного Ирана.
В начале XVII века местный регион был опустошен шахом Аббасом I. Повреждённая церковь с её хозяйственными постройками была восстановлена только в 1681 году паломниками Саро и Худабашхом.
В XIX веке местность церкви была захвачена вооруженными грабителями, которые были изгнаны только в 1866 году.
После геноцида армян монастырь был конфискован и заброшен. Местная община вскоре исчезла и в 1965 году осталась только монастырская церковь Святого Креста, которая использовалась как зернохранилище. К этому времени большое количество обнаженных камней уже было удалено с внешних стен, особенно с южной и западной сторон. Западный фасад над крыльцом был полностью разобран. Барабан купола однако остался цел. Церковь всё ещё стоит, но сейчас находится в полуразрушенном состоянии.

## Устройство церкви
Церковь Святого Креста представляет собой тетраконх с двумя камерами по обе стороны восточной апсиды. Квадратный барабан увенчан главой, усиленной четырьмя рёбрами, расположенными в форме креста, обрамляющими небольшое круглое окно, увенчанное восьмиугольной башенкой. Барабан был перестроен во время реконструкции 1681 года. Размеры строения составляют 16,3 м по оси восток-запад и 13 метров по оси север-юг. К северу от церкви стояла погребальная часовня, окруженная стеной.